# Binnenvaart Informatie en Communicatie Systeem
Het Binnenvaart Informatie en Communicatie Systeem, in de binnenvaart algemeen bekend onder de afkorting BICS, is een systeem bestaande uit een pakket van nautische software voor het uitwisselen van gegevens in de binnenvaart. Het systeem is onderdeel van de River information services. Het Informatie en volgsysteem scheepvaart IVS90 van Rijkswaterstaat wordt onder andere gevoed via BICS. In Frankrijk wordt BICS ook gebruikt voor het aanmelden van schepen ten behoeve van de facturering van de vaartrechten. In het verleden ging al deze deels privacy-gevoelige informatie via open verbindingen als de marifoonkanalen.

## Geschiedenis
Het systeem is vanaf 1996 in ontwikkeling en is gestart bij de Dienst Zeeland van Rijkswaterstaat. BICS versie 3.07 is anno 2009 als de actuele versie beschikbaar. Deze versie verbeterde de integratie met containerstuwage-applicaties. Versie BICS 3.07, speciaal gemaakt met het oog op de elektronische meldplicht op de Rijn, werd vanaf maart 2008 verspreid naar alle binnenvaartondernemers. Hoewel de software voldeed aan de eisen van de Rijnvaartcommissie met betrekking tot het elektronisch melden voor schepen die containers vervoeren, werkte hij toch niet goed samen met de gekoppelde systemen. Vooral in Duitsland ervoer men problemen. De verplichting tot elektronisch melden is daarom tot nader order uitgesteld.

## Gestandaardiseerde gegevens
De gegevens zijn gestandaardiseerd in een aantal talen. Dat wil zeggen dat de schipper het gegeven op een beeldscherm in de eigen taal invoert, terwijl elke andere gebruiker het automatisch vertaald op een scherm in de eigen taal weer kan uitlezen. Dat sluit misverstanden door schrijffouten, onverstaanbaarheid of taalproblemen uit. De talen zijn anno 2008:
- Nederlands
- Duits
- Frans
- Engels
- Slowaaks

De vaste gegevens zijn:
- de namen van alle laad- en losplaatsen voor de binnenvaart in Europa
- allerhande ladingsoorten
- de precieze benamingen en gevarenindicaties van elke gevaarlijke stof die over water mag worden vervoerd

De vaste gegevens per schip zijn:
- de scheepsnaam
- de afmetingen
- het scheepstype
- het officieel scheepsnummer

De per reis variabele gegevens zijn:
- de haven van vertrek en bestemming
- de soort en hoeveelheid lading
- de diepgang
- het aantal opvarenden

## Internationaal gebruik
Het systeem is overgenomen door:
- Duitsland (daar is het gekoppeld aan het Melde- und Informationssystems Binnenschifffahrt)
- België
- Frankrijk
- Luxemburg
- Zwitserland
- Oostenrijk
- Tsjechië

Uiteindelijk is het de bedoeling dat de BICS-standaard in heel Europa wordt toegepast.

## Vergelijkbare systemen
- CEERIS: dat het grootste deel van de Donau en de Tsjechische Elbe bestrijkt, waardoor elektronisch melden mogelijk wordt in de CEERIS-partnerlanden Oostenrijk, Bulgarije, Kroatië, Tsjechië, Hongarije, Roemenië, Servië en Slowakije.[1]
- eRIBa: ondersteunt het digitaal melden op alle waterwegen in Vlaanderen en op de Westerschelde (inclusief de Nederlandse kant van de North Sea Port).[2]
- VELI: waarmee de lading online kan worden gemeld zodra de reis begint of eindigt binnen de perimeter van Seine-Schelde, het netwerk beheerd door Voies navigables de France (VNF).

## Verplicht voor doelgroepschepen
Doelgroepschepen zijn verplicht voordat ze gaan varen zich consequent te melden.
Doelgroepschepen zijn:
- de zeevaart
- 4- en 6-baks duwvaart
- schepen met gevaarlijke stoffen (kegelschepen)
- schepen met gevaarlijke lading
- passagiersschepen
- schepen die de grens bij Lobith/Tolkamer passeren en de Rijn opgaan.

Per 1 januari 2010 is het verplicht, voor schepen en samenstellen die meer dan 20 containers aan boord hebben of 1 container met ADN-stoffen, zich bij vertrek elektronisch te melden. Gegevens die moeten worden doorgegeven zijn onder meer:
- scheepsnaam
- afmetingen
- ladinggegevens
- positie
- vaarrichting

## Praktijk
Voor een reis van Rotterdam naar Giurgiu in Oekraïne of van Hamburg naar Sète aan de Middellandse Zee hoeven de gegevens dan slechts eenmaal - alleen bij vertrek - te worden doorgegeven. Onderweg kan het schip dan volstaan met een korte identificatie, door het melden van het ENI-nummer per marifoon, bij het naderen van een verkeerspost, Sluis, brug of een haven.

## Koppelingen
- BICS was gekoppeld aan de Berichten Ontvang Service (BOS). Wanneer de reisgegevens waren ingevoerd en op het beeldscherm de betreffende knop werd aangeklikt, werd automatisch vanaf het schip contact gemaakt met de centrale postbus van het BICS. De BOS zorgde er dan voor dat de pc aan boord de scheepvaartberichten en de waterstanden van - naar keuze - de Rijn, Maas en Donau ontving en presenteerde. Berichten aan de scheepvaart via BICS (ofwel deze BOS-berichten) zijn gestopt per 1 augustus 2014.[4]
- Als de verladers de ladinggegevens met BICS aanleveren kunnen deze op containerschepen worden ingevoerd in de boord-pc en met stuwageprogramma’s kan per reis een optimaal stuwplan worden gemaakt.
- Doordat ook het programma Berekening en Analyse van de Seinvoering (BAS) is geïntegreerd, is tevens met één druk op de knop vast te stellen of de aangeboden gevaarlijke lading over water mag worden vervoerd en welke seinvoering (de kegels) erbij hoort.
- Het programma kan ook volautomatisch gegevens uitwisselen met reisplanners voor de binnenvaart.
- Ook het programma Tempomaat kan zo worden ingesteld dat het gegevens uitwisselt met BICS. Dit gebeurt om te komen tot een economisch brandstofgebruik en/of automatisch aansturen van de scheepsmotoren.
- Een aftakking van BICS naar het CBS verzorgt automatisch de opgaven voor de economische statistieken.

## Hardware
Een pc met een modern besturingssysteem en een modem met een transportsnelheid van minimaal 9600 bps met een hieraan gekoppelde gsm-telefoon met datamogelijkheid. BICS-berichten versturen en het ophalen van de BOS-berichten kan ook via een internetverbinding (GPRS, UMTS etc). Aan de wal zal met een breedbandinternetverbinding worden gewerkt.

## Kosten voor de gebruikers
Rijkswaterstaat levert alle BICS-software gratis uit.

## Weerstand bij de gebruikers
Er is bij veel schippers weerstand het systeem te gebruiken.
- In Nederland hoeft niemand mee te werken aan zijn eigen strafvervolging. Als de gegevens overeenkomstig de feiten worden gemeld, kan blijken dat de wet wordt overtreden. Om die gegevens toch te verstrekken is door de schippersorganisaties en Koninklijke Schuttevaer met de overheid een convenant afgesloten waarin de privacy en ook het gebruik van de informatie voor opsporing en strafvervolging is geregeld. Alleen bij misdrijven wordt er vervolgd, bij overtredingen niet. Onduidelijk is tot nu toe gebleven of dit ook in het buitenland zo kan worden geregeld. Een incident met een containerschip, waarbij de verstrekte gegevens niet overeenkwamen met de feiten en vanwege de overtreding strafvervolging werd ingesteld, deed bepaald geen goed aan het vertrouwen in het systeem.[5]
- Men twijfelt over het feit of iemand kan bewijzen dat diegene zich elektronisch gemeld heeft. Het BICS-programma bewaart een week lang het bewijs dat van (vergeefs) geprobeerd te hebben om een BICS-melding van boord te krijgen. Dit bewijs is het ‘dagbestand’. Wanneer het in een bepaald vaargebied niet lukt om verbinding te maken met de server van de bevoegde autoriteit en het niet lukt om een BICS-melding af te leveren, kan BICS ‘aan’ blijven staan. Wanneer het BICS-programma constateert dat het weer mogelijk is om een bericht af te leveren, zal het programma dit direct automatisch doen.